# Reichsministerium für Wiederaufbau
Das Reichsministerium für Wiederaufbau war ein Ministerium während der Weimarer Republik. Zentrale Aufgabe der Reichsbehörde war die Ausführung der wirtschaftlichen Reparationen des Versailler Vertrages. Das Ministerium wurde mit Erlass des Reichspräsidenten Friedrich Ebert am 7. November 1919 eingerichtet und mit einem weiteren Erlass Eberts am 24. Mai 1924 aufgelöst. 

## Kurzbeschreibung der Aufgaben
Das Reichsministerium für Wiederaufbau war eine Behörde während der Weimarer Republik. Es bestand ausschließlich aus nachgeordneten Reichsbehörden, die aus den Zuständigkeitsbereichen anderer Reichsministerien herausgelöst wurden. Das Ministerium selbst bildete nur die letztendliche Entscheidungsinstanz und überwachte die Arbeit der angeschlossenen Stellen.
Die Bezeichnung „Wiederaufbauministerium“ bezog sich auf die Aufgaben der neuen Behörde. Während des Jahres 1919 bestanden deutsche Planungen für eine direkte Beteiligung am Wiederaufbau der durch den Stellungskrieg des Ersten Weltkrieges verwüsteten Gebiete in Belgien und Frankreich. Deutsche Arbeitskräfte und Unternehmen sollten durch direkte Wiederaufbauleistungen und Lieferungen von Baustoffen die deutsche Reparationslast senken und gleichzeitig eine Annäherung an Frankreich bewirken. Diese Pläne scheiterten und Deutschland lieferte nur die Reparationsgüter wie Baustoffe, Einrichtungsgegenstände, Industrieanlagen und ganz besonders Kohle.
Die Reste der während des Ersten Weltkrieges durch Feindeinwirkung und Beschlagnahme fast zur Hälfte verloren gegangenen deutschen Handelsflotte, waren im Zuge der Verlängerung des Waffenstillstandes und des Versailler Vertrages fast vollkommen an die Alliierten und assoziierten Mächte abgetreten worden. Bereits 1917 hatte die Reichsleitung entschieden, die Kriegsverluste nach dem Krieg zu ersetzen, um eine Rückkehr Deutschlands auf den Weltmarkt zu erleichtern. Das Reichsministerium für Wiederaufbau übernahm die für den Wiederaufbau der Handelsflotte geschaffenen Institutionen und Organisationen.
Deutschland war während des Ersten Weltkrieges nur wenig zerstört worden. Die Folgen der Kämpfe um Ostpreußen waren noch während des Krieges weitgehend beseitigt worden. Größere Schäden durch vereinzelte Luftangriffe blieben die Ausnahme. Die innere deutsche Wiederaufbauleistung war die Integration und Entschädigung Hunderttausender Auslandsdeutscher, die als Flüchtlinge oder Vertriebene – im damaligen Sprachgebrauch als „Verdrängte“ bezeichnete – nach Kriegsende 1918 nach Deutschland strömten. Dazu gehörten Deutsche aus den von Deutschland abgetretenen Gebieten wie Elsaß-Lothringen, Eupen-Malmedy, Posen, Westpreußen und den Kolonien, sowie eine hohe Zahl an Deutschen die während des Krieges in aller Welt interniert und nach Kriegsende nach Deutschland abgeschoben worden waren. In aufwändigen Verfahren mussten die Flüchtlinge und Verdrängten für ihre Verluste angemessen entschädigt werden, um ihnen einen Neustart in Deutschland zu ermöglichen. Diese Aufgaben wurden dem Reichsministerium für Wiederaufbau übertragen.
In Folge der deutschen Demontagen und sonstigen Diebstähle während des Ersten Weltkrieges musste Deutschland nach Kriegsende die geraubten Güter zurückgeben. Hunderttausende Tonnen Maschinen und Material mussten in Deutschland abgebaut, verpackt und transportiert werden. Dazu wurden eine umfangreich Logistik und Organisation entwickelt. Während des Ersten Weltkrieges waren zwischen Deutschland und seinen Feinden umfangreiche finanzielle Verpflichtungen entstanden. Diese betrafen den privaten Kapitalverkehr. Der Ausbruch des Ersten Weltkrieges verhinderte beispielsweise die Rückzahlung von Krediten aufgrund von Kapitalverkehrskontrollen. Bei Kriegsende waren diese Verpflichtungen auf mehrere Milliarden Goldmark angewachsen. Im Versailler Vertrag wurde deshalb ein Ausgleichsverfahren für Forderungen und Schulden festgeschrieben, dessen Ausführung dem Wiederaufbauministerium übertragen wurde.
Während des Ersten Weltkrieges wurden in Deutschland feindliche Vermögenswerte beschlagnahmt und Unternehmen liquidiert. Nach Kriegsende mussten diese Vorgänge rückgängig gemacht und die Opfer entschädigt werden. Diese Abwicklungen wurden dem Ministerium übertragen.
Das Ministerium übernahm den Etat, das Personal und die Räumlichkeiten des Reichskolonialamtes, das als Abteilung Kolonialzentralverwaltung die Abwicklung des deutschen Kolonialreiches vorantrieb.

## Struktur
Das Reichsministerium für Wiederaufbau wurde im ehemaligen Sitz des Reichskolonialamts in der Wilhelmstraße 62 untergebracht. Das Gebäude wurde nach Ende des Zweiten Weltkrieges abgetragen. Dem Ministerium wurden folgende Behörden zugeordnet:
| Name                                                                                 | Eingerichtet       | Aufgelöst          |
| ------------------------------------------------------------------------------------ | ------------------ | ------------------ |
| Reichsentschädigungskommission (1919 angegliedert)                                   | 26. April 1915     | 31. März 1922      |
| Reichskommissar für die Liquidation ausländischer Unternehmungen (1919 angegliedert) | 24. September 1916 | 31. März 1923      |
| Treuhänder für das feindliche Vermögen (1919 angegliedert)                           | 19. April 1917     | 29. September 1923 |
| Reichsausschuss für den Wiederaufbau der Handelsflotte (1919 angegliedert)           | 7. November 1917   | 25. August 1923    |
| Reichskommissar zur Ausführung von Aufbauarbeiten in den zerstörten Gebieten         |                    |                    |
| Reichsrücklieferungskommission                                                       |                    |                    |
| Deutsche Kohlenkommission in Essen                                                   |                    |                    |
| Reichsausgleichsamt                                                                  |                    |                    |
| Reichs- und Staatskommissar zur Ermittlung von Aufruhrschäden in Oberschlesien       |                    |                    |
| Reichskommissar für Auslandsschäden                                                  |                    |                    |
| Reichsentschädigungsamt für Kriegsschäden                                            |                    |                    |
| Deutsche Kriegslastenkommission                                                      |                    |                    |

## Liste der Minister für Wiederaufbau
| Name             | Amtsantritt      | Ende der Amtszeit | Partei    |
| ---------------- | ---------------- | ----------------- | --------- |
| Otto Geßler      | 25. Oktober 1919 | 27. März 1920     | DDP       |
| Walther Rathenau | 10. Mai 1920     | 26. Oktober 1921  | DDP       |
| Heinrich Albert  | 29. März 1923    | 12. August 1923   | parteilos |
| Robert Schmidt   | 13. August 1923  | 3. November 1923  | SPD       |

Zwischen 1920 und 1924 führte Staatssekretär Gustav Müller immer wieder die Geschäfte des Reichsministeriums für Wiederaufbau, da häufig kein Reichsminister berufen wurde.